# Hall Overton
Pour les articles homonymes, voir Overton.
Hall Overton, né le 23 février 1920 à Bangor dans le Michigan et mort le 24 novembre 1972 à New York, est un pianiste de jazz et un pédagogue américain.

## Biographie
Hall Overton a grandi à Grand Rapids et fait ses études au Collège de musique de Chicago (en) de 1940 à 1942. Durant son service militaire pendant la Seconde Guerre mondiale, il découvre le jazz. À son retour, il étudie à la Juilliard School of Music, notamment avec Vincent Persichetti et Darius Milhaud, dont il sort diplômé en 1951 et devient ensuite enseignant. Il donne également des cours à l’université Yale.
Il travaillera également avec Stan Getz, Duke Jordan, Jimmy Raney, Teddy Charles, et Thelonious Monk principalement lors de concerts et d’enregistrements.
Sa femme Nancy Overton (1926-2009) était chanteuse du quartet féminin The Chordettes.

## Œuvre
- 1972 : Huckleberry Finn, opéra